# Frank Machiels
Frank Machiels (16 juni 1970) is een Belgisch voetbaltrainer en voormalig voetballer. Zijn positie was centrale verdediger. 

## Carrière

### Spelerscarrière
Frank Machiels is een jeugdproduct van FC Wezel sport en hij was een centrale verdediger. Hij maakte op 23 november 1991 zijn officiële debuut in het eerste elftal van Lommel SK, toen hij in de slotfase mocht invallen in een wedstrijd tegen KTH Diest. Op het einde van het seizoen verovert Machiels met Lommel de titel in Tweede klasse en klokt in zijn eerste seizoen bij het eerste elftal af op acht competitiewedstrijden. 
Zijn eersteklassedebuut kon Machiels vanwege een blessure pas op 9 januari 1993 maken tegen, op verplaatsing bij RSC Anderlecht. In zijn eerste seizoen in Eerste klasse was Machiels nog vooral bankzitter, pas vanaf februari 1994 veroverde hij min of meer een basisplaats in de Lommelse defensie. Machiels plaatste zich met Lommel SK in 1997 voor de Intertoto Cup en veroverde een jaar later de Ligabeker. 
In de zomer van 1998 verhuisde hij naar KVC Westerlo, waar hij meestal basisspeler was. Machiels schopte het bij Westerlo tot aanvoerder voor het seizoen 2001–2002 na het vertrek van Rudi Janssens (maar was dan zelf lang out met een blessure) en won met de club de Beker van België in 2001, uitgerekend tegen Lommel SK. In zijn laatste seizoen was hij niet langer eerste aanvoerder, ten gunste van Frank Dauwen. Machiels moest de club in 2003 verlaten. Na een ommetje bij derdeklasser Bocholter VV belandde hij in 2004 bij KVSK United, de geestelijke opvolger van zijn inmiddels verdwenen ex-club Lommel SK. In 2006 sloot hij er zijn spelerscarrière af.

### Trainerscarrière
Terwijl hij nog speler van Westerlo was, viel Machiels in 2003 even in als hoofdtrainer bij toenmalig eersteprovincialer Mol-Wezel. In de eindronde voor promotie haalde Machiels toen de finale, maar die verloor Mol-Wezel met strafschoppen tegen KFCO Wilrijk. Na zijn spelersafscheid keerde hij in 2009 terug naar de club als assistent van hoofdtrainer Tibor Balog. Toen Balog in februari 2010 de handdoek in de ring gooide na een 2 op 24 het roer als hoofdtrainer over. Enkele maanden later hield de mannenafdeling van de club op te bestaan.
Na zijn vertrek bij Mol-Wezel vond Machiels snel onderdak bij zijn ex-club Bocholter VV. Hij bleef er drie seizoenen aan als hoofdtrainer en bereikte in die periode twee keer de eindronde voor promotie. Op 8 april 2013 raakte bekend dat hij in het volgende seizoen Stijn Vreven zou opvolgen bij tweedeklasser Dessel Sport. Dat avontuur was echter geen lang leven beschoren: na amper zeven speeldagen stapte Machiels zelf op vanwege teleurstellende resultaten.